# 위산산맥

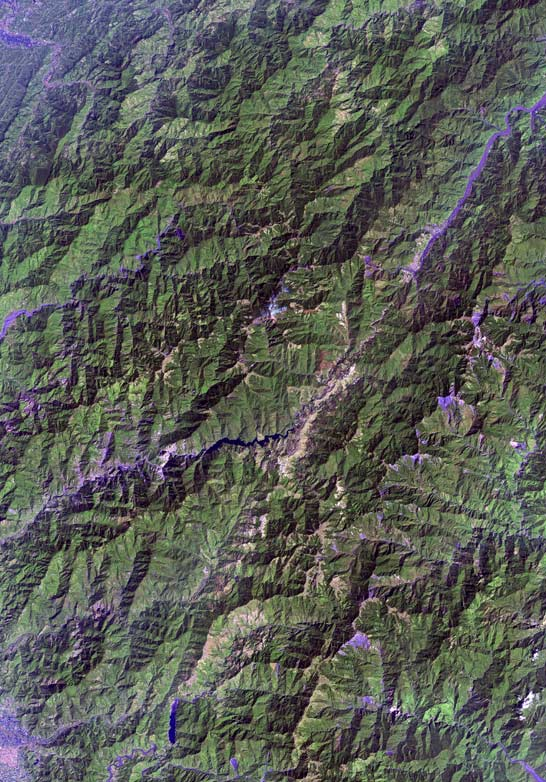
위산산맥의 위성 사진

위산산맥(玉山山脈, 옥산산맥)은 타이완 중남부의 산맥이다. 동쪽으로는 중양산맥과 만나고 서쪽으로 난쯔셴강(楠梓仙溪)에 의해 아리산산맥과 분리된다. 위산산맥은 타이완의 5대 산맥의 하나이다.
위산산맥은 상대적으로 동서로는 짧고 남북으로 길어 다소 십자가와 같은 형상을 하고 있다. 위산산맥의 최고봉인 위산(해발 3,952m)은 두 산줄기가 만나는 지점에 위치한다. 위산산맥의 일부는 위산 국가공원으로 지정되어 있다.